# Distretto di Malazgirt
Il distretto di Malazgirt (in turco Malazgirt ilçesi) è uno dei distretti della provincia di Muş, in Turchia.